# Malvières
Malvières (okzitanisch gleichlautend) ist eine französische Gemeinde mit 142 Einwohnern (Stand: 1. Januar 2022). Sie liegt im Département Haute-Loire in der Region Auvergne-Rhône-Alpes (vor 2016 Auvergne) und gehört zum Arrondissement Brioude sowie zum Kanton Plateau du Haut-Velay granitique. 

## Geographie
Malvières liegt etwa 38 Kilometer nordnordwestlich von Le Puy-en-Velay. 
Umgeben wird Malvières von den Nachbargemeinden Mayres im Norden, Dore-l’Église im Norden und Nordosten, Saint-Victor-sur-Arlanc im Osten, Bonneval im Süden, La Chaise-Dieu im Westen und Südwesten sowie La Chapelle-Geneste im Westen und Nordwesten.

## Bevölkerungsentwicklung
| Jahr                       | 1962 | 1968 | 1975 | 1982 | 1990 | 1999 | 2006 | 2017 |
| Einwohner                  | 143  | 127  | 128  | 104  | 117  | 103  | 128  | 135  |
| Quellen: Cassini und INSEE |      |      |      |      |      |      |      |      |

## Sehenswürdigkeiten
- Kirche La Nativité-de-la-Sainte-Vierge, seit 1969  Monument historique
- Schloss Folgoux
- Kreuz von Le Bancillon, Monument historique

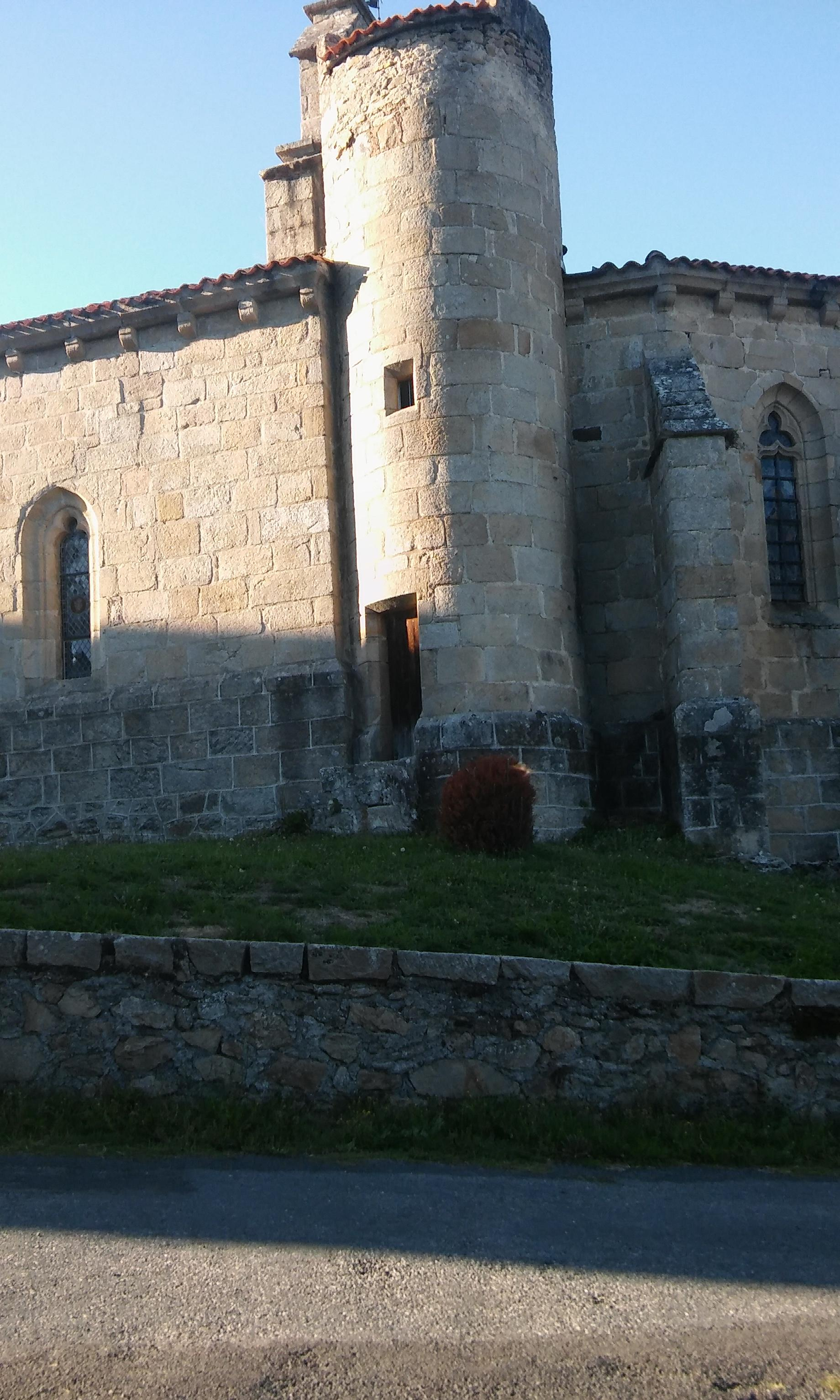
Kirche La Nativité-de-la-Sainte-Vierge
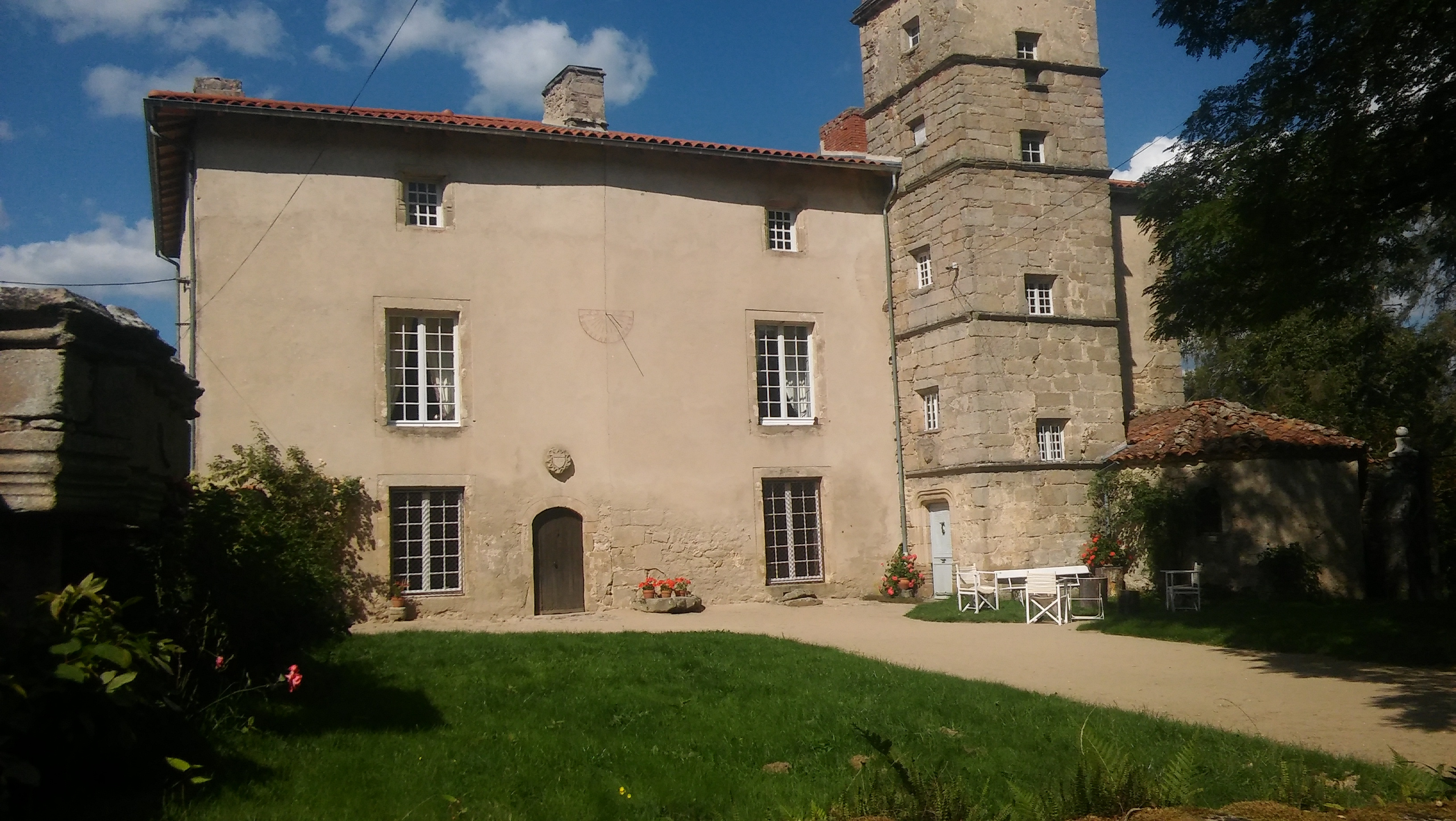
Schloss Folgoux